# Morti nel 1472
| Questa pagina contiene informazioni ricavate automaticamente dalle voci biografiche con l'ausilio del template Bio e di un bot. L'aggiornamento è periodico e automatico e ricostruisce completamente la pagina. Se manca una persona in questa lista, sei pregato di non aggiungerla, ma accertati piuttosto che la sua voce biografica contenga il template Bio e che i dati anagrafici siano correttamente compilati. Se il template Bio manca, inseriscilo tu stesso o, in alternativa, metti l'avviso {{tmp\|Bio}} che ne segnala la mancanza. Se i dati riportati sono sbagliati, correggi direttamente la voce biografica; le modifiche saranno visibili in questa lista entro pochi giorni. Per chiarimenti vedi il progetto biografie. La lista contiene solo le 29 persone che sono citate nell'enciclopedia e per le quali è stato implementato correttamente il template Bio. Pagina aggiornata al 2 mag 2025. |

- 25 febbraio - Antonio Colonna, conte di Albe, nobile italiano
- 29 febbraio - Antonia da Firenze, religiosa e badessa italiana
- 27 marzo - Janus Pannonius, vescovo cattolico, poeta e umanista ungherese (n. 1434)
- 30 marzo - Amedeo IX di Savoia, nobile (n. 1435)
- 9 aprile - Lampugnino Birago, politico, militare e umanista italiano
- 25 aprile - Leon Battista Alberti, architetto, scrittore e matematico italiano (n. 1404)
- 12 maggio - Carlo di Valois, nobile francese (n. 1446)
- 30 maggio - Giacometta di Lussemburgo, nobile francese
- 4 giugno - Acolmiztli Nezahualcóyotl, poeta (n. 1402)
- 7 luglio - Battista Sforza, contessa (n. 1446)
- 15 luglio - Giovanni II di Nassau-Saarbrücken, sovrano tedesco (n. 1423)
- 25 luglio - Gastone IV di Foix, conte (n. 1422)
- 11 agosto - János Vitéz, arcivescovo cattolico, umanista e cardinale ungherese (n. 1408)
- 1º settembre - Elisabetta Maria Sforza, marchesa (n. 1456)
- 11 settembre - Giovanni Arnolfini, mercante e mecenate italiano
- 7 ottobre - Michelozzo, scultore e architetto italiano (n. 1396)
- 18 novembre - Bessarione, cardinale, umanista e filosofo bizantino (n. 1403)
- 28 novembre - Giovanni Buccelleni, vescovo cattolico italiano (n. 1382)
- 30 dicembre - Giovanni Matteo Ferrari da Grado, medico italiano
- Carlo IV d'Angiò, nobile (n. 1414)
- Leonardo Dati, umanista, poeta e vescovo cattolico italiano (n. 1408)
- Jost Dotzinger, architetto e scultore tedesco
- Facino Stefano Ghilini, monaco cristiano, abate e vescovo cattolico italiano
- Jean Miélot, scrittore, traduttore e presbitero francese
- Eleanor Neville, nobildonna inglese
- Aldobrandino II Orsini, condottiero italiano
- Hans Pleydenwurff, pittore tedesco
- Niccolò Soderini, politico italiano (n. 1402)
- Jean du Fay, matematico francese (n. 1397)